# Мещерово
Меще́рово (рос. Мещерово, башк. Мишәр) — присілок (в минулому село) у складі Шаранського району Башкортостану, Росія. Входить до складу Акбарісовської сільської ради.
Населення — 179 осіб (2010; 204 у 2002).
Національний склад:
- марійці — 95 %